# Idao de Tillard
Idao de Tillard est un cheval de course trotteur français, né le 11 avril 2018, fils de Sévérino et d'America de Tillard par First de Retz.

## Élevage
Produit de l'élevage Tillard de Françoise Chaunion, Idao de Tillard est acheté aux ventes de Caen 27 000 € par Thierry Duvaldestin et Cyril Sevestre le 8 octobre 2019,.

## Carrière de courses
Idao de Tillard se qualifie à Caen le 14 mai 2020 en 1'20"1. Il est entraîné par Thierry Duvaldestin et drivé par Clément Duvaldestin. Il commence sa carrière le 31 janvier 2021 à Argentan dans le Prix Pays de la Loire, où il finit premier.
Il obtient son record de piste à l'hippodrome de Vincennes le 11 février 2024 avec une réduction kilométrique de 1'09"4 dans le Prix de France .
Idao de Tillard impressionne les observateurs de la discipline le 2 septembre 2023 lors du Prix Jockey dans lequel, après avoir raté son départ, il effectue toute la course très éloigné de la tête qui mène un train très rapide, et, malgré un accrochage dans le dernier virage, dépasse tout le peloton dans la dernière ligne droite, gagnant confortablement,, tout en battant le record des 2 700 mètres détenu jusqu'alors par Face Time Bourbon. Il se classe premier au record Crack Séries général, après sa victoire le 17 septembre lors du Critérium des 5 ans.
Il réalise le doublé le 9 novembre 2023 en remportant une seconde fois le Prix Marcel Laurent (doublé déjà réalisé notamment par Ready Cash en 2009 et 2010), puis se qualifie le 24 décembre pour le Prix d'Amérique 2024 en remportant le Prix Ténor de Baune. Il gagne le 28 janvier 2024, le Prix d'Amérique, acquérant à cette occasion une renommée internationale, les Suédois le comparant notamment à Idéal du Gazeau, et confirme sa supériorité deux semaines plus tard dans le Prix de France. Il termine son meeting d'hiver invaincu, en remportant le Prix de Sélection, et réalise ainsi une performance inédite depuis le meeting d'hiver 1986/1987[réf. nécessaire] avec le légendaire Ourasi.
Idao reçoit son invitation pour l'Elitloppet en février 2024. Il finit sixième dans la première batterie qualificative, à la suite d'un départ au galop à l'autostart survenu après que Clément Duvaldestin a dû tirer à droite afin d'éviter A Fair Day. Malgré cela, il rend 50 mètres après son départ au galop, et recolle au peloton en 250 mètres, il égale ainsi son record de piste, à Solvalla en 1'09"4.
Le 26 janvier 2025, il réalise le doublé, en remportant une seconde fois le Prix d'Amérique en 1'11"1.

## Palmarès

### En France

#### 2025
- Prix d'Amérique (Groupe l - 1er)

#### 2024
- Prix de Bourgogne (Groupe II - 1er)
- Grand Prix Fédération Régionale Du Nord (Gp II - 1er)
- Prix René Ballière (Gp I - 2e)
- Prix des Ducs de Normandie (Gp II - 3e)
- Prix de Sélection (Gp I - 1er)
- Prix de France (Gp I - 1er)
- Prix d'Amérique (Gp I - 1er)

#### 2023
- Prix Ténor de Baune (Gp I - 1er)
- Prix Doynel de Saint-Quentin (Gp II - 1er)
- Prix Marcel Laurent (Gp II - 1er)
- Critérium des 5 ans (Gp I - 1er)
- Prix Jockey (Gp II - 1er)
- Prix Louis Jariel (Gp II - 1er)
- Prix Jean le Gonidec (Gp II - 1er)
- Prix Jean Riaud (Gp III - 1er)

#### 2022
- Prix Ovide Moulinet (Gp II - 1er)
- Prix de Croix (Gp II - 1er)
- Prix d'Amérique Races Qualif 3 Critérium continental (Gp I - 1er)
- Prix Octave Douesnel (Gp III - 3e)
- Prix Marcel Laurent (Gp II - 1er)
- Grand Prix du Sud-Ouest (Gp II - 1er)
- Prix Phaéton (Gp II - 1er)
- Prix Raymond Fouard (Gp III - 1er)
- Prix Jules Thibault (Gp II - 2e)
- Prix Guillaume le Conquérant (Gp III - 1er)
- Prix de Tonnac-Villeneuve (Gp II - 1er)
- Prix de Sélection (Gp I - 1er)
- Prix Éphrem Houel (Gp II - 1er)
- Prix Ourasi - Sulky World Cup 4 Ans (Gp I - 2e)
- Prix de Ribérac (Groupe III - 1er)

## À l'étranger

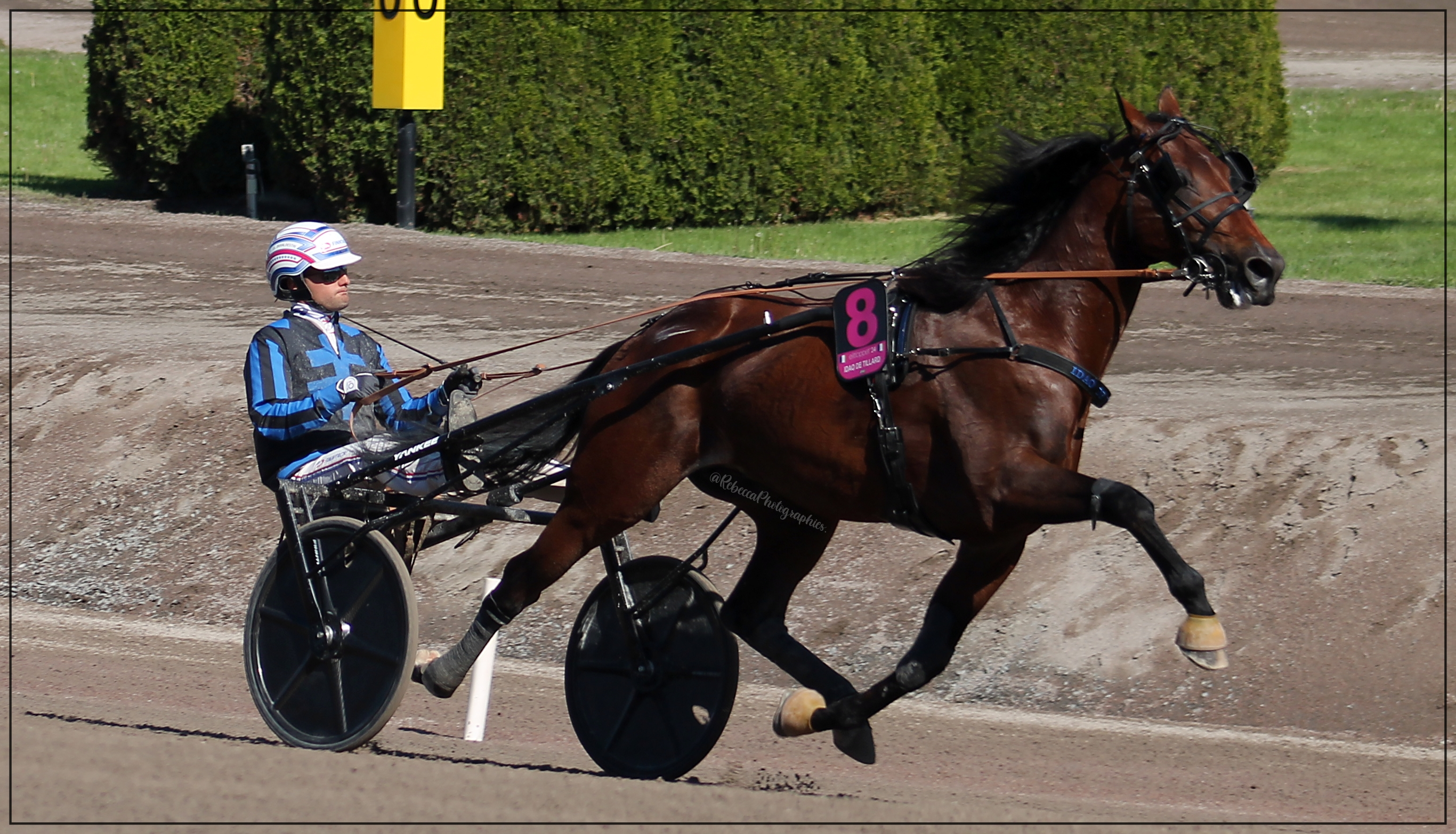
Idao de Tillard à Solvalla

### 2024
Belgique
- Grand Prix de Wallonie (Groupe I - 3e)

## Au haras
Idao de Tillard réalise sa première saison de monte en 2023 au haras de la Sauvagère, à Monnai.

## Origines
Sur les quatre précédentes générations, Idao de Tillard présente un inbreeding 3x4 sur Podosis. La cinquième génération en révèle un autre sur Speedy Crown (sv), père de Royal Prestige (4x5). Idao de Tillard a pour grand-père paternel Gobernador, lequel après avoir été disqualifié dès les premiers mètres du Prix d’Amérique 2001 alors que son entraîneur avait bon espoir de le voir gagner face à Varenne, remporte quinze jours plus tard le Prix de France puis dans la foulée le Prix de Paris, le Grand Critérium de vitesse de la Côte d'Azur, le Prix de l'Atlantique et le Prix de Washington. 
Comme l'indique sa lignée maternelle et la lignée maternelle de son père, le cheval est un pur produit de l'élevage Tillard, établi à l'ouest du pays d'Auge, à Hotot-en-Auge. Le nom de Tillard évoque le village de la commune de Silly-Tillard, dans le département de l'Oise, dans lequel les parents de l'éleveuse Françoise Chaunion avaient établi leur premier élevage.
| Origines de Idao de Tillard, mâle, bai. | Origines de Idao de Tillard, mâle, bai. | Origines de Idao de Tillard, mâle, bai. | Origines de Idao de Tillard, mâle, bai. |
| --------------------------------------- | --------------------------------------- | --------------------------------------- | --------------------------------------- |
| Père Sévérino                           | Gobernador                              | Buvetier d'Aunou                        | Royal Prestige                          |
| Père Sévérino                           | Gobernador                              | Buvetier d'Aunou                        | Nesmile                                 |
| Père Sévérino                           | Gobernador                              | Tangala                                 | Hymour                                  |
| Père Sévérino                           | Gobernador                              | Tangala                                 | Mangala                                 |
| Père Sévérino                           | Katia de Tillard                        | Mon Tourbillon                          | Amyot                                   |
| Père Sévérino                           | Katia de Tillard                        | Mon Tourbillon                          | Tornade IV                              |
| Père Sévérino                           | Katia de Tillard                        | Élite de Tillard                        | Podosis                                 |
| Père Sévérino                           | Katia de Tillard                        | Élite de Tillard                        | Queen de Tillard                        |
| Mère América de Tillard                 | First de Retz                           | Podosis                                 | Florestan                               |
| Mère América de Tillard                 | First de Retz                           | Podosis                                 | Civette II                              |
| Mère América de Tillard                 | First de Retz                           | Balerine de Retz                        | Lévorino                                |
| Mère América de Tillard                 | First de Retz                           | Balerine de Retz                        | Nice Gold                               |
| Mère América de Tillard                 | Classe de Tillard                       | Workaholic                              | Speedy Crown                            |
| Mère América de Tillard                 | Classe de Tillard                       | Workaholic                              | Ah So                                   |
| Mère América de Tillard                 | Classe de Tillard                       | Olympe de Tillard                       | Valmont                                 |
| Mère América de Tillard                 | Classe de Tillard                       | Olympe de Tillard                       | Fille Princière                         |